# Denár

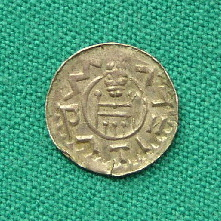
Denár Vratislava II., první strana mince

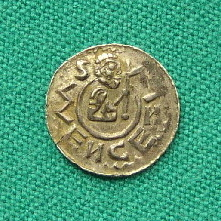
Denár Vratislava II., druhá strana mince

Denár je stříbrná mince, která byla poprvé ražena na území římského státu. Ze slova denarius později vznikl název denár pro středověké a novověké mince, a také je z něj odvozen název britské mince penny (značka d. podle francouzské mince denier) či název platidla dinár.

## Římský denár
Denarius bylo stříbrné starořímské platidlo, které platilo v období římské republiky i později římského císařství. Poprvé byl ražen již roku 211 př. n. l. Název je odvozen z lat. dena (deset), protože denár se dělil na 10 měděných mincí, asů. Původně vážil 4,55 g, za vlády Nerona už pouhých 3,4 g. Septimius Severus zvýšil příměs mědi v denáru na 50 %.

## Denár v českých zemích
Stejný název dostaly i první stříbrné mince ražené v Čechách koncem 10. století, které byly zavedeny Boleslavem I. Až do mincovní reformy Břetislava I. roku 1050 byly denáry tzv. velkého střížku tj. průměr 18–20 mm a hmotnosti více než 1 g. Nálezy velkého střížku se objevují více v zahraničí než v Česku (např. v Praze a Plzni a v jejich okolí). Od roku 1050 až do začátku ražby brakteátů někdy okolo roku 1217 byly raženy denáry malého střížku o průměru 16 mm a hmotnosti pod 1 g. Ke konci ražby ryzost kovu výrazně poklesla. Denáry mohly být například šípového typu nebo mečového typu. V opisu mince mohlo být napsáno jméno panovníka, které končí slovem dux. Bývají tam také napsány názvy míst, kde mince vznikla. Později však názvy mincoven mizely a nahradily se jmény světců a patronů.
Ražba denáru v Českých zemích zanikla roku 1300 mincovní reformou Václava II., kdy už mezi lidem málo oblíbený denár nahradil později velmi slavný pražský groš z mincovny v Kutné Hoře. Ražba denáru pokračovala ještě po staletí v Uhrách a uherský denár s typickým obrazem madony ukončila až rakouská arcivévodkyně a královna česká a uherská Marie Terezie. Jako početní peněžní jednotka se ovšem denár v Českých zemích udržel až do 18. století, kdy v 16. století se 1 groš = 7 denárů a později ve zlatkové měně se 1 krejcar = 6 denárů.